# Алан (порода собак)
Это статья о древней исчезающей породе собак. О современной породе, называемой испанским бульдогом, см. Алано
Алан (Alaunt) — ныне почти вымершая порода собак. Ряд современных пород собак считается прямыми потомками этих собак, имевших  широкое распространение в Европе и на Кавказе  вплоть до XVII века. Считается, что первоначально аланы напоминали современных короткошёрстных кавказских овчарок, родственниками которых они являлись.
Это были крупные собаки сухого молосского типа, обладающие светлыми, по большей части однотонными, окрасами.
Считается, что эти собаки были выведены аланами, от которых и получили своё название. Аланы были известны как воины, пастухи и заводчики лошадей и собак. Аланы разводили своих собак для работы и выводили лучшие направления породы для выполнения определённых функций.

## Современные родственные направления
Современные энтузиасты выводят новые породы на основе родословной аланов, таких как новые аланы, antebellum bulldog или altamaha plantation dog, dogo belgrado, abraxas bulldog и американский алан. Хотя корни их родословной глубоко уходят к древним горным собакам Востока, некоторыми кинологами аланы рассматриваются как предки породы бульдогов.